# Henner
Henner ist ein männlicher Vorname und ein Familienname. Er ist die Kurzform des deutschen Vornamens Heinrich. Davon abweichend wird er gelegentlich auch als Variante von Vornamen wie Hans, Henrik und Henning verstanden, die ihrerseits von Johannes abgeleitet sind. Der Name ist vor allem im Rheinland und Nordhessen, aber auch in Norddeutschland verbreitet. 

## Bekannte Namensträger

### Vorname
- Henner Berzau (1921–2008), deutscher Kölscher Liedermacher
- Henner Hebestreit (* 1966), deutscher Journalist und Moderator
- Henner Henkel (1915–1943), deutscher Tennisspieler
- Henner Hollert (* 1969), deutscher Ökotoxikologe
- Henner von Hesberg (* 1947), deutscher klassischer Archäologe
- Henner Hoier (* 1945), deutscher Komponist, Sänger und Gitarrist
- Henner Löffler (* 1943), deutscher Autor und Übersetzer
- Henner Momann (* 1986), deutscher Schauspieler
- Jan Henner Putzier (* 1984), deutscher Politiker (SPD)
- Henner Quest (* 1944), deutscher Schauspieler
- Henner Schmidt (* 1964), deutscher Politiker

### Familienname
- Jean-Jacques Henner (1829–1905), französischer Maler
- Kamil Henner (Jurist) (1861–1928), tschechischer Jurist
- Kamil Henner (Mediziner) (1895–1967), tschechischer Neurologe und Hochschullehrer
- Marilu Henner (* 1952), US-amerikanische Schauspielerin
- Theodor Henner (1851–1928), deutscher Historiker

## Sonstiges
- „Henner und Frieder“, zwei Bronzestatuen, die 1902 anlässlich einer Industrieausstellung vom in Siegen geborenen Bildhauer Friedrich Reusch geschaffen wurden und an die lange Tradition des Siegerlandes als Erzbergbauregion erinnern.